# Gyōji Matsumoto
Gyoji Matsumoto (jap. 松本 暁司, Matsumoto Gyōji; * 13. August 1934 in der Präfektur Saitama; † 2. September 2019) war ein japanischer Fußballspieler und -trainer.

## Nationalmannschaft
1958 debütierte Matsumoto für die japanische Fußballnationalmannschaft.